# Loxian
El loxian es una lengua artística, con su propio alfabeto, creada por la escritora y letrista Roma Ryan para el álbum de 2005 de Enya Amarantine. Enya utiliza el loxian en tres canciones de ese álbum: «Less than a Pearl», «The River Sings» y «Water Shows the Hidden Heart». Esta lengua fue recuperada posteriormente para el álbum Dark Sky Island en las canciones «The Forge of the Angels» y «The Loxian Gate». Enya ha descrito a «los loxian» como seres que «viven en otro planeta y observan, preguntándose, “¿somos los únicos que existimos?”».
Ryan creó el loxian cuando constató su incapacidad de crear letras satisfactorias en inglés, gaélico o latín para algunas de las canciones de Enya. Concibió la idea tras haber trabajado con las ficticias lenguas élficas de J. R. R. Tolkien para una de las pistas de Enya: «May It Be», grabada en 2001 para la banda sonora de la película El Señor de los Anillos: la Comunidad del Anillo. Su creadora describe el loxian como «una lengua futurista de un planeta distante». El término loxian deriva aparentemente del griego loxos, que significa ‘oblicuo’.
Roma Ryan ha escrito un libro publicado en diciembre de 2005, titulado Water Shows the Hidden Heart (‘el agua muestra el corazón oculto’), que da información de fondo sobre las tres canciones en loxian y explora el desarrollo de esa lengua. El sitio web de Enya alojó un juego titulado The Loxian Games, que incluye acertijos, desafíos y tareas al estilo «caza del tesoro», con premios ofertados. La primera serie de estos juegos se lanzó el 1 de septiembre de 2008, y la segunda el 9 de octubre de 2009. El 10 de febrero de 2017 Roma Ryan publicó en el foro oficial "Unity" el retorno del juego tras casi 8 años de ausencia con motivo de la celebración de la nominación del álbum Dark Sky Island a los premios Grammy.
El aspecto de la escritura del loxian (que se puede ver tanto en el disco de Amarantine como en el libro de Ryan Water Shows the Hidden Heart) se inspira en las tengwar de Tolkien y en elementos de la taquigrafía Pitman. En Dark Sky Island se puede apreciar otro tipo de escritura loxian. Según Roma Ryan, hay seis alfabetos loxian distintos.
Tras examinar el idioma, Terence Dolan, profesor de inglés del University College Dublin, ha ofrecido su opinión profesional sobre la lengua:

Es una lengua muy ecléctica. Parece elegir elementos al azar. Contiene formas abundantes de lenguas diversas como el anglosajón, el hindi, el galés y, creo, también yupik de Siberia. Es un galimatías lingüístico —parece no disponer de ninguna forma de gramática y el orden de las palabras tiene una comprensibilidad muy limitada. La escritura se asemeja a la de varios idiomas existentes. Se basan en Tolkien, en la lengua rúnica.

Enya y Ryan consideran que el loxian está bajo copyright; por lo que la reproducción de la lengua sin el permiso de Ryan o del sello discográfico de Enya, Aigle Music, se consideraría una violación del mismo. Como en el caso del klingon, resulta cuando menos dudoso que una lengua en sí misma pueda ser objeto de copyright.